# Louise Labé
Pour les articles homonymes, voir Labé et Labbé.
Louise Labé, aussi surnommée « Louise Labé Lionnaise » et « la Belle Cordière », née vers 1524 à Lyon, morte le 25 avril 1566 à Parcieux-en-Dombes où elle fut enterrée,, est une poétesse française de la Renaissance et l'une des principales figures de l'École de Lyon.
Son œuvre, très mince en volume (662 vers), se compose d'un Débat de Folie et d'Amour en cinq dialogues en prose, de trois Élégies en décasyllabes, et de vingt-quatre sonnets également en décasyllabes, portant sur l'amour éprouvé par les femmes, et les tourments qu'il peut entraîner.
Parmi les citations qu'on lui rapporte, elle aurait déclaré : « Et quand je me pensais en être libre, elle me remettait en mon malheur  ».
Ses écrits font partie du canon littéraire depuis sa redécouverte au XIXe siècle.

## Biographie
Les documents concernant Louise Labé sont rares : moins d'une dizaine, au nombre desquels le testament qu'elle rédige le 28 avril 1565, alors qu'elle est malade et alitée, exécuté par Thomas Fortin, un riche Italien qui était sans doute son protecteur.

### Origines de la «belle cordière»
Son père, Pierre Charly, apprenti cordier, avait épousé vers 1493, en premières noces, la veuve d'un cordier prospère, Jacques Humbert dit Labé ou L'Abbé. Pour assurer sa présence dans cette profession, il reprit pour lui-même le surnom du premier mari de sa femme et se fit appeler Pierre Labé. À la mort de sa femme, Pierre Charly, alias Pierre Labé, se remaria avec Étiennette Roybet, et c'est de ce mariage que naquirent cinq enfants, dont Louise Labé et son frère, François. Ils résident rue de l'Arbre-Sec, où elle reçoit une éducation dont on sait peu de choses durant son « énigmatique adolescence ».
Louise Labé reprend également le pseudonyme de son père et se voit surnommée La Belle Cordière en raison du métier de son père, puis de son mari. Elle était la femme d'Ennemond Perin, riche marchand de cordes, qui possédait plusieurs maisons à Lyon, et aurait trouvé dans la fortune de son mari un moyen de satisfaire sa passion pour les lettres : dans un temps où les livres étaient rares et précieux, elle aurait eu une bibliothèque composée des meilleurs ouvrages grecs, latins, italiens, espagnols et français. Elle aurait possédé des jardins spacieux près de la place Bellecour où elle aurait pratiqué l'équitation, sans toutefois monter son cheval en amazone, et l'escrime.

### Culture et influences humanistes
Chez Louise Labé, on remarque l'influence d'Homère, d'Ovide, qu'elle connaît bien, qu'il s'agisse des Métamorphoses ou des Héroïdes, qui inspirent ses élégies. Par ailleurs, assimilée à la « dixième muse » (Sappho, selon Platon), elle contribue à faire redécouvrir la poétesse grecque, dont Marc-Antoine Muret et Henri Estienne donnent à lire quelques vers dans leurs éditions latines du Traité du sublime du Pseudo-Longin. Elle la mentionne notamment dans le cinquième « discours » (dialogue) du Débat de Folie et d'Amour, et cite « l'Amour Lesbienne » au vers 15 de sa première élégie.
Sa culture est aussi également nourrie par les humanistes contemporains : Le Débat semble influencé par l'Éloge de la folie d'Érasme, et ses sonnets doivent beaucoup, comme ceux de ses contemporains, aux écrits de Pétrarque.

### Une poétesse au sein de l'école lyonnaise
Avec Maurice Scève et Pernette du Guillet, Louise Labé appartient au groupe dit « école lyonnaise »,, bien que ces poètes n'aient jamais constitué une école au sens où la Pléiade en était une. La lecture de ses œuvres confirme qu'elle a collaboré avec ses contemporains, notamment Olivier de Magny et Jacques Peletier du Mans, autour de l'atelier de l'imprimeur Jean de Tournes. Lyon est alors un centre non seulement économique, mais culturel grâce à la renommée de ses salons, de l'imprimerie lyonnaise et du collège de La Trinité, que fréquentent plus ou moins assidument de célèbres intellectuels et écrivains contemporains comme Étienne Dolet, Rabelais ou Marot. La légende lui prête à tort une passion pour Olivier de Magny, qui aurait été le destinataire de ses poèmes d'amour.

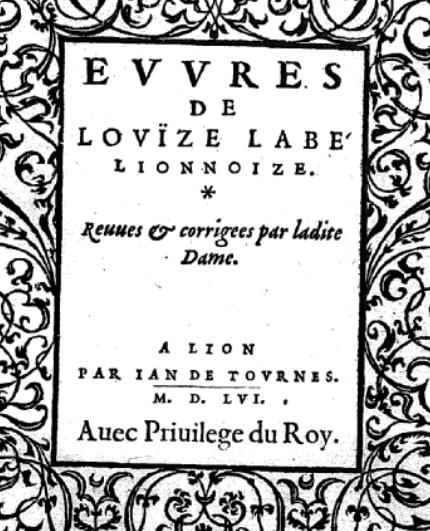
Page de titre de l'édition de 1556 des œuvres.

Louise Labé écrit à une époque où la production poétique est intense. D'une part, la poésie française se donne alors des bases théoriques avec les nombreux arts poétiques (comme ceux de Jacques Peletier du Mans, de Thomas Sébillet, ou de Pierre de Ronsard) issus du mouvement de « réduction en art » qui dégage des préceptes transmissibles à partir des usages existants, et remplacent les anciens traités rhétoriques. D'autre part, la poésie française se dote d'un vaste corpus d'œuvres avec Ronsard, Olivier de Magny, Pontus de Tyard, et d'autres, suivant le modèle contemporain de Pétrarque en Italie, et d'auteurs anciens tels que Catulle et Horace.
Ses œuvres s'inscrivent dans les débats contemporains sur la valeur de langue française par opposition au latin, puisque l'époque opposait la langue vernaculaire à la langue savante et poétique (c'est notamment le sujet de la Défense et illustration de la langue française, 1549, de Du Bellay).Dans l'héritage de la querelle lancée au Moyen Âge par le Roman de la rose, la « Querelle des Amyes » débat vers 1540 de la valeur de l'amour et de la femme, qui implique un simple « commerce » avec des créatures vénales ou une relation permettant une émulation morale et esthétique dans un héritage platonicien. L’œuvre de Louise Labé est souvent envisagée comme un modèle d'écriture proto-féministe, en ce qu'elle incite ses contemporaines à faire valoir leur droit à être reconnues : 

« Je ne puis faire autre chose que prier les vertueuses Dames d’eslever un peu leurs esprits par-dessus leurs quenoilles et fuseaus, et s’employer à faire entendre au monde que si nous ne sommes faites pour commander, si ne devons nous estre desdaignees pour compagnes tant es afaires domestiques que publiques, de ceus qui gouvernent et se font obeïr. »

Dans ses écrits, elle se concentre sur l'expérience féminine de l'amour, et réhabilite des figures de femmes émancipées, comme l'héroïne du Roland furieux de L'Arioste, l'Arachné des Métamorphoses d'Ovide, ou Sémiramis.

### Réception de Louise Labé par ses contemporains et la postérité
Au milieu du XVIe siècle, la « belle cordière » souffre d'une réputation sulfureuse en raison de sa liberté d'esprit, que l'on associe à une liberté de mœurs. Certains contemporains l'assimilent à une prostituée, comme Philibert de Viennes qui la compare à Laïs, célèbre courtisane de l'Antiquité, et elle fait l'objet de chansons médisantes anonymes. A contrario, de nombreux contemporains rendent hommage à sa beauté et à ses talents d'écrivaine dans les « Escriz de divers poëtes à la louenge de Louïze Labé Lionnoize » : 
Louise est tant gracieuse et tant belle,

Louise à tout est tant bien avenante,

Louise ha l'œil de si vive estincelle,

Louise ha face au corps tant convenante,

De si beau port, si belle et si luisante,

Louise ha voix que la Musique avoue,

Louise ha main qui tant bien au lut joue,

Louise ha tant ce qu'en toutes on prise,

Que je ne puis que Louise ne loue,

Et si ne puis assez louer Louise.
— Épigramme attribuée à Clément Marot, dans Euvres de Louise Labé Lionnoize « Escriz de divers Poètes, à la louenge de Louïze Labé Lionnoize » (1555)
Au XVIIe siècle, Jean de La Fontaine a trouvé dans Le Débat de Folie et d'Amour le sujet de l'une de ses fables, L'Amour et la Folie.
Au XIXe siècle, les nombreuses rééditions de l’œuvre de Louise Labé suscitent un grand engouement : ses écrits sont réhabilités en tant qu'ils seraient l'expression authentique de la passion d'une femme amoureuse, laquelle serait aussi pure qu'intense.

### Une imposture poétique?
« Louise Labé est-elle le type même de la femme cultivée, connaissant le latin et l'italien, la musique et l'équitation, et tenant à Lyon un salon fréquenté ? Ou faut-il la considérer selon V.-L. Saulnier comme une courtisane sans grande envergure ? » On ne connaît que très peu d'éléments de sa vie. Ceux que l'on peut lire sont parfois le fruit de l'imagination des critiques à partir de ses écrits : Louise Labé chevalier, Louise Labé lesbienne, Louise Labé lyonnaise, Louise Labé prostituée, etc.

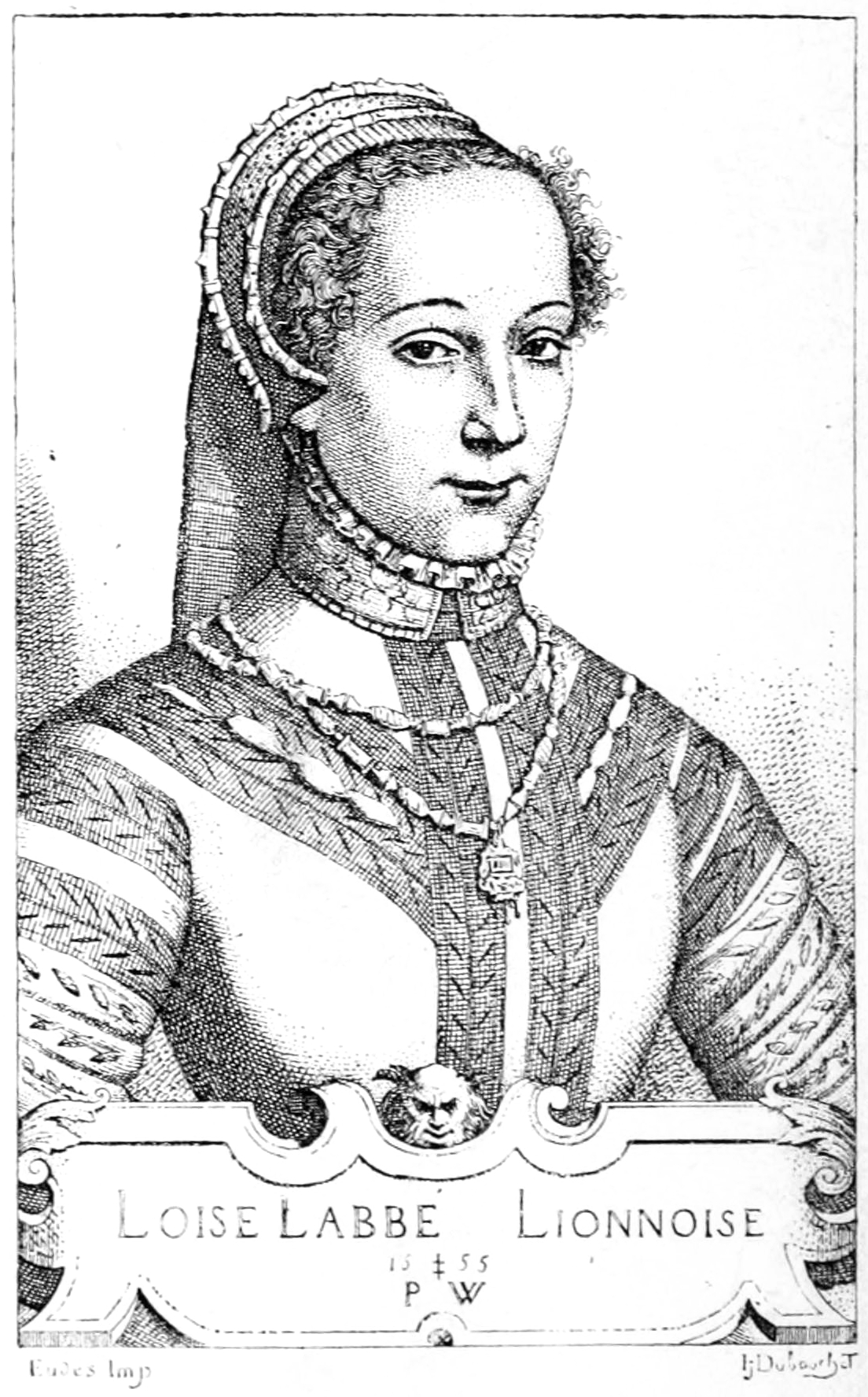
Représentation idéalisée de « la Belle Cordière » (XIXe siècle).
Gravure de Henri-Joseph Dubouchet d'après le portrait original de Pierre Woeiriot.
Dès la fin du XIXe siècle, cette copie retouchée a été critiquée comme une figure de convention à l'usage des journaux de modes du temps.

Certains spécialistes du XVIe siècle avancent la thèse que Louise Labé ne serait qu'une fiction élaborée par un groupe de poètes autour de Maurice Scève (le nom de Louise Labé viendrait du surnom d'une prostituée lyonnaise, « la Belle Louise »). L'ouvrage de l'universitaire Mireille Huchon, publié en 2006, développe cette thèse. Daniel Martin a cherché à réfuter cette thèse dans son article publié en 2006 : « Louise Labé est-elle une créature de papier ? ». De même, Michel Jourde, en 2011. La thèse de Mireille Huchon en faveur de l'imposture que constituerait l’attribution des Œuvres à Louise Labé a cependant reçu l'approbation de Marc Fumaroli dans Le Monde du 12 mai 2006,.
Mireille Huchon affirme que, dans le portrait de Pierre Woeiriot, la présence d'une petite Méduse assimile Louise Labé à la créature mythologique, ce qui ne va pas de soi pour Daniel Martin qui considère que l'on ne saurait en déduire que la décrire ainsi est « dévalorisant, à coup sûr ». « Le mythe de Méduse, prototype de la cruauté féminine, est souvent utilisé par les poètes pétrarquistes [...] depuis Pétrarque. Ronsard cherche-t-il à dévaloriser Cassandre dans les sonnets 8 et 31 des Amours ? » (p. 10). Daniel Martin conteste que le retrait de Jacques Peletier des Escriz dénonce une supercherie. Il fait remarquer (p. 27) qu'il « collaborait avec Jean de Tournes : il était aux premières loges pour avoir connaissance d'un projet aussi hardi de mystification. Comment aurait-il pu ignorer une supercherie dont on nous dit par ailleurs que tout le monde en était informé ? » Il fait en outre remarquer que, dans ses Opuscules, il publie un texte à la louange de Louise Labé. D'autres arguments sont contestés par Daniel Martin dans cet article comme celui des témoignages de Rubys et de Paradin (deux historiens de la vie culturelle à Lyon au XVIe siècle qui ont écrit sur Louise Labé et dont les témoignages contradictoires sont utilisés par Mireille Huchon comme un indice de la supercherie littéraire que représenterait Louise Labé) ; ou encore, ceux liés au rôle de Maurice Scève dans la rédaction et la publication des œuvres de Louise Labé.
Le débat reste aujourd'hui encore ouvert bien qu'il ne semble pas porter sur l'existence d'une personne historique s'appelant Louise Labé mais plutôt sur le caractère apocryphe des poèmes.

## Œuvres

### Élégies ( en grec ancien ἐλεγεία )

#### Structure des Élégies: une composition ternaire
Les « Élégies » de Louise Labé sont séparées en trois sections (Élégie I, Élégie II et Élégie III) qui correspondent à trois étapes dans la chronologie du sentiment amoureux.
- Tout d’abord, dans l’Élégie I correspond à l’innamoramento, soit le coup de foudre d'une passion en devenir ;
- Par la suite, l’Élégie II présente la douleur de la relation amoureuse présente ;
- Enfin, l’Élégie III donne un regard rétrospectif sur le sentiment passé, l’amour étant transmuté en expression poétique[23].

Selon le théoricien Bruno Roger-Vasselin, les verbes employés reflètent cette tripartition. Par exemple, l’usage du passé simple, dans les Élégies, permet de comprendre la blessure de l’amour que vit soudainement le personnage. Les verbes conjugués au présent de l’infinitif, de leur côté, représentent le présent de l’attente amoureuse. Ensuite, l’imparfait et le conditionnel sont utilisés afin de faire renvoyer le lecteur à une période ancienne pour démontrer la durée ainsi que la persistance de la passion de l’amour.
Cette tripartition correspond également à différents destinataires : 
- L’Élégie I et III, qui s’adressent aux Dames, représentent une excuse. Elles se rapprochent des épîtres liminaires ;
- De son côté, l’Élégie II, s’adressant à l’Ami « absent », se relie à la tradition ovidienne des Héroïdes[25].

Selon le critique François Lecercle, les Élégies forment un « schéma d’enchâssement » de canzonière.
Enfin, les Élégies se retrouvent au centre des Œuvres complètes. Elles sont situées entre le Débat et les Sonnets. Sa position centrale est significative. Selon Kenneth Vardy, professeur et spécialiste en littérature, sa position au centre « artistique » du Débat et des Sonnets, soit la légèreté de la prose ainsi que l’intensité des vers dominant, permet de créer une tournure d’un pont entre les deux.
Pour ce qui est des règles de composition de l'élégie, Louise Labé reprend le schéma formel défini par Thomas Sébillet avec des décasyllabes à rimes plates qui alternent entre rimes féminines et masculines.

#### Thèmes: amour, littérature et gloire
Le thème de la gloire est assez présent dans les Élégies. Le sujet lyrique féminin, soit celui de l’amante, se transforme en poétesse pour chanter sa douleur, et en tire sa gloire auprès des gens d’esprit en gagnant le pays à l’amour poétique, soit celui de Pétrarque, dans l’Élégie II : « Comme plusieurs gens savans par le monde/M'ont fait à tort, ce croy je, estre estimée.» (Élégie II, vers 58-59). De plus, il ne s’agit pas seulement de la gloire d’une amante, mais bien aussi de celui d’une jeune femme aux prises avec les tentations de l’écriture.
Un deuxième thème principal retrouvé dans les Élégies serait celui de l’innamoramento. Il s’agit d’un effet de la vengeance de l’Amour d’une femme qui adoptait auparavant l'attitude traditionnelle d’une dame pétrarquiste, mais qui reste maintenant insensible à la douleur amoureuse . L’innamoramento est représenté, dans l’Élégie I, sous la forme d’un souvenir que l’amante fait renaître après avoir demandé l’aide d'Apollon, dieu grec : « Je sen desja un piteus souvenir, Qui me contreint la larme à l'œil venir. » ( Élégie I, vers 23-24). De plus, ce thème permet à l’amante de se présenter comme « victime de la vengeance d’amour dans un surprenant renversement du topos pétrarquiste».
Enfin, un troisième thème utilisé par Louise Labé serait celui de l’écriture féminine. Le sujet lyrique, dans les Élégies, représente la figure de l’écriture poétique. En quelque sorte, Labé démontre les problèmes de l’écriture ainsi que celui du statut social de la femme . Il s’agit d’une communion entre lecteur et auteur dans la valorisation de la femme par l’encouragement de l’écriture féminine, soit par le désir de parler à celles-ci. Ce thème est bien représenté dans les Élégies I et III, dans lesquelles on encourage les dames à se faire entendre.

#### Posture de l'autrice dans l'œuvre

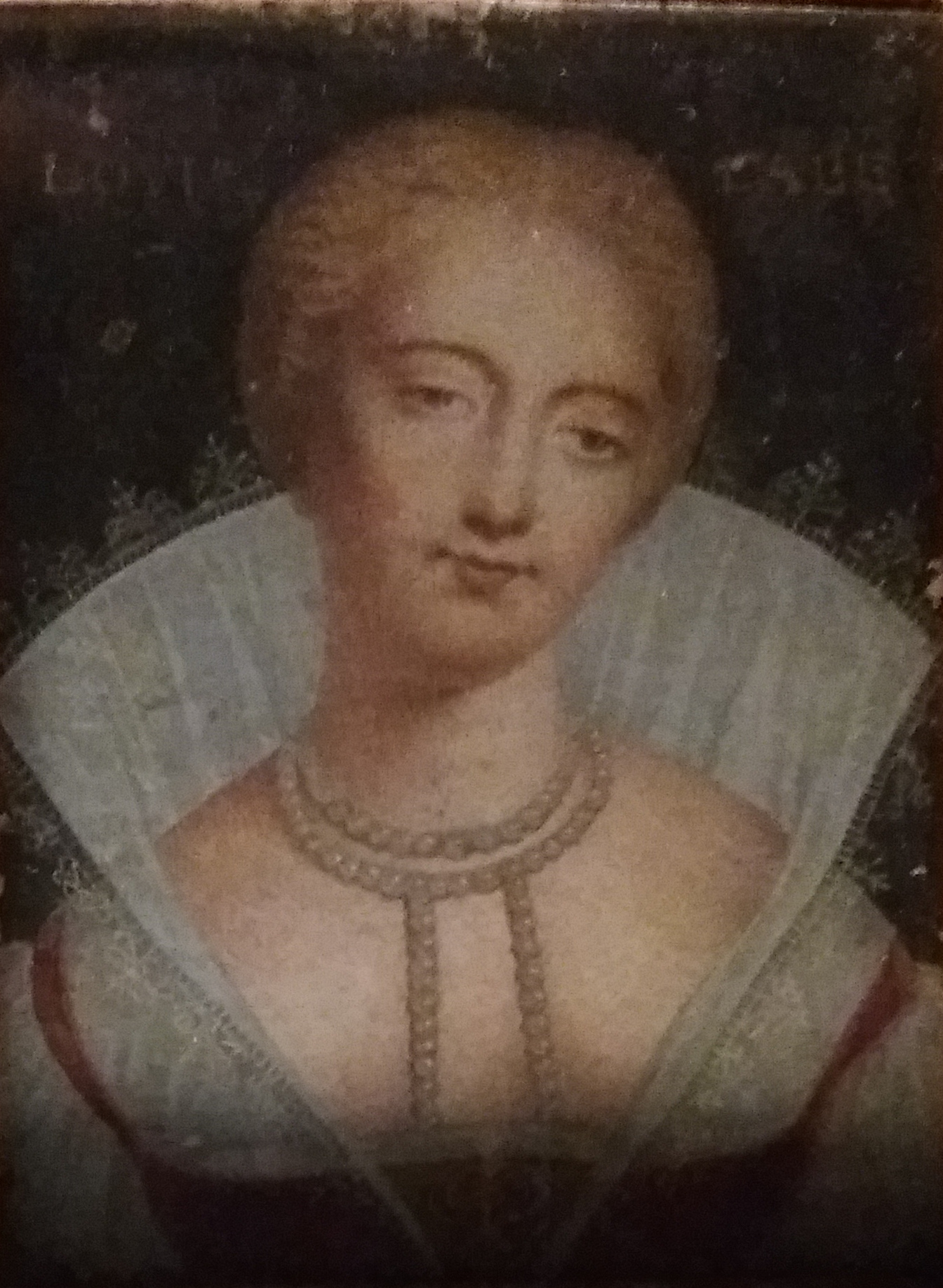
Louise Labé représentée fin XVIIIe siècle - début XIXe siècle.

Louise Labé tente d’élaborer une image plutôt revendicative de la féminité autant sur le plan social que sur le plans de l’amour par son écriture. Comme dit dans le thème de l’écriture féminine, elle crée toute une nouvelle image de la femme. Celle-ci, perçue auparavant comme étant virile par les hommes, détient une image complètement différente. Louise Labé tente de faire sortir les femmes de leur image traditionnelle afin de les représenter comme étant plutôt réalistes, n'ayant aucune peur de faire face aux douleurs de l’amour. D’ailleurs, c’est également une raison pour laquelle elle va tenter de rejoindre certaines créatrices italiennes qui la précédaient afin de donner à l’écriture poétique au féminin, ses lettres de noblesse françaises.

### Sonnets

#### Structure
Dans l'œuvre de Louise Labé se trouvent 24 sonnets composés en quatre strophes de deux quatrains et deux tercets. Le sonnet I, rédigé en vers hendécasyllabes, est en langue italienne et les vingt-trois autres, qui sont en décasyllabes, en langue française. Contrairement à celle de 1555, certaines éditions incluent une traduction française du premier sonnet, dont le choix et l’agencement des mots varient d’une édition à l’autre, que ce soit en vieux français, en français moderne ou en français contemporain. Par exemple, le vers 7, « Di cibo et di calor gia tuo ricetto », est traduit « Où tu recouvres la nourriture et la chaleur » par Bernard Jourdan en 1953, puis « Déjà proie et séjour de ta flamme » par Karine Berriot en 1985 . Les traductions sont parfois soit en décasyllabes (vieux français), en alexandrins (F. Rigolot) ou en prose (K. Berriot).
Le titre de chaque sonnet est basé sur la numérotation romaine, de I jusqu'à XXIV. Le sonnet IV, tel que l'écrivent les éditions plus contemporaines, était écrit IIII dans l'édition d'origine.
Les champs sémantiques les plus récurrents sont celui de l'amour (désirs, passions), de la tristesse (pleurs, larmes, sanglots, soupirs), de la souffrance (mal, calamité, douleurs) et du danger (feu, flèches, mort).
Plusieurs figures de style sont employées dans les Sonnets dont des figures d'opposition, d'insistance et d'analogie. Dans les figures d'opposition, l'antithèse est omniprésente, notamment dans le sonnet VIII, opposant des éléments comme la vie et la mort (v. 1), le chaud et le froid (v. 2), la joie et la tristesse (v. 5), et la sécheresse et la verdoyance (v. 8). Dans le même sonnet, au vers 6, se trouve aussi un oxymore : « Et en plaisir maint grief tourment j'endure ». Il s'en trouve d'autres ailleurs comme dans le sonnet XII (« doux mal », v. 14) et le sonnet XIV (« noircir mon plus clair jour », v. 14). Dans les figures d'insistance, l'anaphore est présente surtout dans le 1er sonnet avec l'usage répété de l'interjection « O » en début de vers, mais également dans le sonnet XIV avec les vers 1 et 5 qui débutent par « Tant que [...] » et le sonnet XVIII avec les vers 2 et 3 : « Donne m'en un de tes plus savoureux / Donne m'en un de tes plus amoureux ». Il se trouve aussi des accumulations comme dans le sonnet XVII (« Je fuis la ville, et temples, et tous lieux » au vers 1 et « Masques, tournois, jeux, me sont ennuyeux » au vers 5) ainsi que des hyperboles comme le dernier vers du sonnet XIX : « Et les tirant, me fit cent et cent brèches ». Dans les figures d'analogie, la personnification paraît notamment avec le luth de la poétesse, qu'elle qualifie dans le sonnet XII de « compagnon de [sa] calamité ». Elle lui attribue une personnalité et des émotions humaines compte tenu du fait qu'au vers 4 il soit écrit : « Tu as souvent avec moi lamenté ». Les sonnets comportent aussi des métaphores dont une au sonnet III : « A engendrer de moi maintes rivières, / Dont mes deux yeux sont sources et fontaines ! » (v. 3-4). Une allégorie se présente dans les Sonnets avec « Amour ».
Dans les Sonnets se trouvent des figures de la mythologie grecque tel qu'Ulysse (I), Endymion (XXII) et Adonis (XXIV), ainsi que des figures de la mythologie romaine, à savoir Vénus (V), Flore et Aurore (VI), Phébus (XVI), Diane (XIX), Mars, Mercure et Jupiter (XXII), ainsi que Vulcain (XXIV). Des références géographiques sont également mentionnées comme l'Euripe en Grèce dans le sonnet XIII, Caucase et le « Parthe » de l'Empire parthe (XVI). Il se trouve de plus des termes qui inspirent le divin comme « Cieux » et « Astre », et des objets qui renvoient aux Dieux dont le « laurier vert », symbole d'Apollon.

#### Linéarité desSonnets
Les Sonnets marquent une continuité dans l'évolution des sentiments du sujet amante. Cela débute avec les manifestations de l'innamoramento dans les premiers sonnets. Il y a une élévation de la beauté de l'amant par la description. Le premier sonnet, aux vers 2 et 3, lui attribue d'abord un « nivino aspetto,/ Pien di gratie, d'honor et di rispetto ». Le sonnet II poursuit la description plus longuement avec les membres du corps (« ô front, cheveux, bras, mains et doigts ! », v. 9). Les sonnets III et IV commencent à relater les douleurs qu'entraîne l'amour (« O cruautés, ô durtés inhumaines », III, v. 5) tout en faisant mention du désir (III, v. 1) et du moment où l'amante devint amoureuse (« Depuis qu'Amour cruel empoisonna/ Premièrement de son feu ma poitrine », IV, v. 1-2). Les vers suivants, « Toujours brûlai de sa fureur divine,/ Qui un seul jour mon cœur n'abandonna », témoignent d'un amour qui se poursuit à travers le temps et les peines. Bien qu'il soit plus loin, le sonnet XX affiche également l'innamoramento des deux amants avec une plus grande clarté, relatant plus de détails concernant leur rencontre, qui relève d'une prédiction, et les circonstances de l'amour naissant entre eux deux.
Des sonnets comme le V et le VII marquent un sentiment de solitude et d'abandon, d'abord car l'amante se retrouve seule, dans son lit, « toute cassée », et car il lui manque une part d'existence, c'est-à-dire l'âme, qu'elle assigne à l'amant éloigné. Le sonnet XII présente le luth de la poétesse amante comme étant le « compagnon de [sa] calamité » (v.1), représentation personnifiée initiée par la femme elle-même pour se sentir moins seule. Puis, au sonnet suivant, elle commence à se créer des illusions concernant la présence auprès d'elle de l'amant, allant jusqu'à imaginer des paroles et des gestes pour la soulager de son abandon. L'amante cherche ensuite à s'éloigner de toute chose afin de se délivrer de l'emprise de l'amant absent sur elle. Elle se fait aussi des réflexions au sonnet XXI sur l'Autre sexe concernant ses attributs.
Les derniers sonnets, par exemple XXIII et XXIV, marquent la résignation de l'amante qui, bien qu'elle se questionne quant aux intentions de l'amant, accepte son sort et souhaite qu'il « souffres de martyre » autant qu'elle. Le tout dernier sonnet appelle à la sympathie et à la solidarité entre femmes en s'adressant directement à elles par le nom propre « Dames ». Elle les avertit des difficultés en amour et leur défend de devenir « plus malheureuses » qu'elle.
Il se trouve également des sonnets qui témoignent d'un conflit intérieur en ce qui concerne ses sentiments pour l'amant tel que le montrent les deux quatrains du sonnet XI. En effet, le premier met de l'avant, une fois de plus, la beauté de l'amant, alors que le deuxième relate de sa cruauté, de la souffrance auquel il la condamne.
D'abord, elle inaugure les Sonnets avec un poème écrit en italien, renvoyant alors aux origines de cette forme poétique, à savoir le sonneto italien apparu au début du XIIIe siècle. Des thèmes, des procédés stylistiques et des topoi sont repris de la poésie pétrarquiste comme cela est écrit dans un ouvrage consacré à Louise Labé : « Elle puise dans le répertoire poétique du temps, reprend métaphores, antithèses, lieux communs pétrarquisants : flèches du regard, poison, blessures, […] ».
De plus, il se trouve une optique d'imitation très forte pendant cette période de la Renaissance. Plusieurs auteurs, dont Louise Labé, s'approprient des vers pour les adapter à leur façon. Pour citer un exemple, dans le sonnet LXXXIX de Pétrarque (traduit en langue française) se trouve la phrase suivante : « et je tremble et j’espère, et je brûle, et je suis comme une glace ». Louise Labé, dans son sonnet VIII, écrit : « Je vis, je meurs ; je me brûle et me noie ». Bien que certains mots ne soient pas les mêmes, il s'y trouve tout de même une grande ressemblance dans le choix et la composition.

#### Thèmes: l'amour au féminin
Les Sonnets relatent des divers états de l'amour au féminin. On y perçoit l'admiration que suscite la beauté de l'autre chez l'amante, et à la fois le désir physique et spirituel dans des sonnets comme le XVIIIe (« Baise m'encor, rebaise-moi et baise », v. 1) et le VIIe (« Où es-tu donc, ô âme bien-aimée ? », v. 4). Le désir est accompagné d'une passion qui paraît néfaste, comparée par endroits à un poison, à un feu, et qui a comme sujet une amante blessée, symboliquement criblée de flèches (XIX), brûlée ou noyée (VIII). Il y a également les thèmes de l'abandon et de la solitude qui reviennent souvent, de pair avec la déception et la résignation.
Bien que les thèmes aient été maintes fois exploités, Louise Labé apporte une inflexion nouvelle au modèle pétrarquiste en adaptant le rôle de l’amant poète au féminin. Dans la tradition du sonnet d’amour à cette époque, initiée par Pétrarque et suivie par des auteurs français comme Du Bellay (L'Olive) et Ronsard (Les Amours), la femme aimée ne partage pas les sentiments du poète comme l’atteste l’ouvrage La Renaissance au féminin de François Rigolot : « Dans la grande tradition lyrique amoureuse la règle qui gouverne l’intrigue veut que l’homme s’éprenne le premier de la femme et que l’indifférence de celle-ci soit la source de ses maux ». La poétesse des Sonnets se distingue de cette règle en tombant amoureuse de celui qui l’aurait séduite. Elle incarne avec un « je » lyrique féminin la femme qui, aimée puis délaissée par l’amant, continue d’aimer et de souffrir de son malheur amoureux.
De plus, dans la poésie amoureuse lyrique menée par Pétrarque avec son œuvre, le féminin ne possède pas de voix pour mettre de l’avant ses sentiments. L’indifférence, voire le dédain des femmes aimées, se fait connaître par ce qui relève du silence, des non-dits et du regard. Laure, par exemple, le montre dans le sonnet XXIX du Canzoniere : « Vous me voyez déchiré de mille morts, et pourtant pas une larme n’est encore descendue de vos beaux yeux, mais bien le dédain et la colère ». Le sujet féminin dans les Sonnets de Louise Labé, en écrivant ce qu’elle ressent, donne une voix à la féminité. Elle n’est plus seulement un objet d’admiration dépersonnalisée par l'amant, mais un sujet actant qui se définit par lui-même. Elle définit également la figure de l'amant dans le sens où elle lui attribue des gestes et des paroles qu'elle aimerait recevoir de lui dans le sonnet XIII.

##### PoèmeJe vis, je meurs

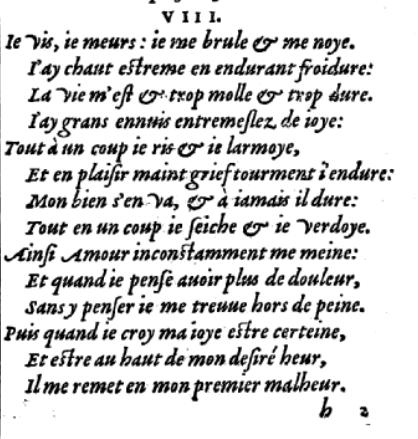
Je vis, je meurs dans l'édition de 1556.

Ce poème figure dans le recueil des Euvres publié en 1555.
Je vis, je meurs ; je me brûle et me noie ;

J'ai chaud extrême en endurant froidure :

La vie m'est et trop molle et trop dure.

J'ai grands ennuis entremêlés de joie.

Tout à un coup je ris et je larmoie,

Et en plaisir maint grief tourment j'endure ;

Mon bien s'en va, et à jamais il dure ;

Tout en un coup je sèche et je verdoie.

Ainsi Amour inconstamment me mène ;

Et, quand je pense avoir plus de douleur,

Sans y penser je me trouve hors de peine.

Puis, quand je crois ma joie être certaine,

Et être au haut de mon désiré heur,

Il me remet en mon premier malheur.

### Débat de Folie et d'Amour

#### Thèmes

##### Amour
Selon Marie-Madeleine Fontaine, le Débat de Folie et d’Amour met de l’avant une philosophie naturaliste qui prône la liberté de l’expression amoureuse dans les relations sociales. Le texte exploite et réunit deux thèmes prédominants de la littérature européenne : celui de la folie et celui de la maladie d’amour. Il s’agirait d’une sorte de « manuel de séduction ». Louise Labé se montre lucide et prudente dans sa réflexion sur l’amour, témoignant d’un respect pour l’ordre social de son époque. Ainsi, au début du Discours V, Apollon rappelle que « le sommaire de [son] oraison sera conserver [la] grandeur [de Jupiter] en [son] intégrité » et que « quand on ha ofensé ceus, desquels depend la conservacion de plusieurs, les peines s’aigrissent, les loix s’arment de severité, et vengent le tort fait au publiq ». Louise Labé adhérerait donc à ce principe d’amor heroicus, c’est-à-dire d’un amour auquel seuls les héros et les personnes d’importance peuvent goûter, ce qui n’est pas rare pour les personnes de son rang, desquelles les paysans et bergers sont éloignés.
Malgré cela, ce qui intéresse surtout Labé dans le Débat, c’est de réfléchir sur le rapport entre les lois générales de l’amour, qui régulent toutes les interactions unissant la société humaine, et les lois particulières de l’amour, qui réguleraient la relation entre deux amis par exemple. Elle propose alors deux conceptions de l’amour universel et de l’amour individuel, en en attribuant une à Apollon et l’autre à Mercure. Dans les deux cas, elle témoigne d’une intention de justifier les torts et les travers de l’amour individuel en inversant en valeurs positives des comportements jugés néfastes au développement des sociétés humaines, dont elle fait de Folie, plutôt que d’Amour, la responsable. Il s’agit là d’une forme de réalisme qui consiste à se satisfaire de la réalité telle qu’elle est. Dans la genèse que raconte Apollon, ce dernier s’intéresse tout d’abord à la naissance d’Amour, qu’il décrit comme une solidarité bienveillante entre les humains, une « benivolence, qui les fait vouloir bien l’un à l’autre ». Il pose ensuite Amour comme la condition nécessaire à la connaissance de soi et d’autrui, connaissance qui permet de plaire à l’autre. Cet art de la séduction permettrait alors au plus grand des plaisirs d’exister, soit le parler d’amour : « Brief, le plus grand plaisir qui soit après amour, c’est d’en parler ». Quant à Mercure, il pose la libre compétition plutôt que la solidarité comme cause de tout ce qui est positif dans la société. Néanmoins, il ne contredit pas tout à fait Apollon puisqu’il finit par faire l’apologie du couple, l’unité la plus bénéfique pour toute société humaine.
Par ailleurs, quand Apollon traite de l’insuccès en amour, il pose Folie comme la cause d’une certaine inégalité sociale : « Car ou Amour voudra faire cette harmonie entre les hautes et les basses personnes, Folie se trouvera pres, qui l’empeschera ». Pour Apollon, cette harmonie naturelle de l’Amour réside dans les unions amoureuses de personnes de beauté, d’esprit et de rang égaux. En permettant à des belles d’aimer des laids, des nobles d’aimer des paysans, Folie serait la source d’une sorte d’injustice. Or pour Mercure, Folie permet à l’amour d’être sélectif et de ne se poser que sur une personne en particulier, ce que la sagesse n’aurait pas permis : « Elle lui diroit, qu’il ne faudroit aymer l’un plus que l’autre : et seroit à la fin Amour ou aneanti, ou devisé en tant de pars, qu’il seroit bien foible. » La combinaison des discours d'Apollon et de Mercure révèle la psychologie d'amour de Labé, une psychologie qui permet l’inégalité pour ensuite la présenter comme une égalité de la profondeur de l’amour devant laquelle la dissemblance multiple devient finalement indifférenciée.
Pour Françoise Charpentier, l’indissociabilité de Folie et d’Amour s’oppose à l’amour pétrarquiste et idéaliste en dépeignant l’amour non pas comme une sage entreprise contemplative et idéaliste, mais comme un sentiment réaliste et passionnel. Le plaidoyer de Mercure, dans le Discours V, critique d’ailleurs l’innamoramento pétrarquien, qui passe par le regard des amants, dans un passage plutôt narquois et explicite : « Dire que c’est la force de l’œil de la chose aymee, et que de là sort une sutile evaporacion, ou sang, que nos yeus reçoivent, et entre jusques au cœur : ou, comme pour loger un nouvel hoste, faut pour lui trouver sa place, mettre tout en desordre. Je say que chacun le dit : mais, s’il est vray, j’en doute. » Si l’amour ne naît pas que du regard et des charmes physiques, il est indubitablement lié à une certaine dose de folie : « Exprimez tant que voudrez la force d’un œil : faites le tirer mile traits par jour : n’oubliez qu’une ligne qui passe par le milieu, jointe avec le sourcil, est un vray arc : que ce petit humide, que l’on voit luire au milieu, est le trait prest à partir : si est ce que toutes ces flesches n’iront en autres cœurs, que ceus que Folie aura preparez. » Labé s’éloigne de l’amour idéaliste par cette mise à distance aux intonations satiriques et réalistes afin de proposer une conception nouvelle de l’amour, démythifiée et éloignée de l’effusion émotionnelle et doloriste trop souvent associée à la perspective féminine. Ultimement, elle pose l’acceptation du désir comme le fondement premier de l’amour : « Car le plus grand enchantement, qui soit pour estre aymé, c’est aymer. »

### Épître Dédicatoire

#### Posture proto-féministe
L’Épître Dédicatoire, en plus d’être au centre du questionnement philosophique et politique de la poétique de Louise Labé, semble aller à l’inverse de l’écriture spécifiquement féminine qu’ont théorisée plusieurs écrivains dans la deuxième moitié du XXe siècle. Ce que l’écriture de Labé a de plus étrange, c’est qu’elle témoigne d’une conscience aiguë des conventions liées au sexe et, dans l’Épître surtout, d’une grande lucidité par rapport à la portée politique du langage. Comme dans le Débat de Folie et d’Amour, où l’égalité entre les hommes et les femmes est présentée jusque dans le titre par le genre des noms de « folie » et d’« amour », mais aussi par leur opposition et leur complémentarité, l’Épître Dédicatoire se place contre l’essentialisation de l’écriture féminine et pour une égalité des sexes. L’Épître est divisée en trois parties : en premier lieu, une revendication féministe, ensuite une présentation de la poétique labéenne, et pour finir, un appel à l’indulgence et à la bienveillance de la destinataire, ce qui est courant dans les écrits liminaires. La première partie souligne l’équivalence des hommes et des femmes depuis que ces dernières ont acquis la possibilité de s’éduquer : « […] les sévères loix des hommes n’empeschent plus les femmes de s’apliquer aus sciences et disciplines […] ». Elle exhorte alors les femmes à « eslever un peu leurs esprits par-dessus leurs quenoilles et fuseaus », à mettre « leurs concepcions par escrit » et à participer à la vie politique. Dans la deuxième partie, Labé réfléchit sur l’acte d’écriture en posant véritablement Clémence de Bourges comme dédicataire du volume qui suit. Ce faisant, elle entre dans une perspective initiatique et devient une sorte de guide pour la jeune dédicataire, incitant cette dernière à s’adonner à l’étude des sciences et des lettres : « Pource, nous faut il animer l’une l’autre à si louable entreprise : De laquelle ne devez eslongner ny espargner votre esprit, jà de plusieurs et diverses graces acompagné […] ». Dans la dernière partie de l’Épître, Labé défend son œuvre sous le couvert de la modestie attendue d’une femme. Or Daniel Martin estime qu’« en dépit des formules de modestie dictées par les lois du discours préfaciel, il apparaît que la publication du volume des Euvres est ressentie par la poétesse comme un titre de gloire ». Labé écrit d’ailleurs, au début de l’Épître : « Et si quelcune parvient en tel degré, que de pouvoir mettre ses concepcions par escrit, le faire songneusement et non dédaigner la gloire […] ».
L’Épître annonce aussi, de manière plus générale, un programme pédagogique humaniste. Dans la deuxième partie du texte, le « je » employé au début de la lettre devient un « nous » qui annonce la création d’une communauté d’entraide et d’échanges littéraires : « […] le plaisir que l’estude des lettres ha acoutumé donner nous y doit chacune inciter […] ». Plus loin dans la lettre, ce « nous » fait abstraction du sexe et englobe tous les lecteurs susceptibles de goûter au plaisir des études littéraires et de l’écriture, ce qui sous-tend une élimination de l’antagonisme entre les hommes et les femmes au profit de la mise en place d’un réseau d’échanges intellectuels qui profiterait à la créativité féminine et masculine.

#### Lien avec lesÉlégies
Les Élégies reprennent plusieurs éléments déjà annoncés dans l’Épître. Dans l’adresse aux dames des Élégies se retrouve, en écho, cette communauté de femmes à laquelle s’adresse Louise Labé dans l’Épître quand elle l’engage à se mettre à l’écriture et à la réflexion. De même, l’invitation que tend Labé à Clémence de Bourges à la surpasser (« et vous inciter et faire venir envie en voyant ce mien euvre rude et mal bati, d’en mettre en lumiere un autre qui soit mieus limé et de meilleure grace ») se prolonge jusque dans les Élégies alors qu’elle incite les dames à écrire et à « raconter » : « […] Dames, qui les lirez,/De mes regrets avec moy soupirez./Possible, un jour je feray le semblable,/Et ayderay votre voix pitoyable/A vos travaus et peines raconter, ». Cette incitation peut aussi se traduire par une peur de la rencontre avec le public, que l’Épître énonce déjà : « Et pource que les femmes ne se montrent volontiers en publiq seules, je vous ay choisie pour me servir de guide. » Ainsi, il est à comprendre qu’au vu du danger social que représente l’écriture pour les femmes, Labé cherche la solidarité afin de ne plus être la seule à porter le « faix de l’écriture ».

### Éditions des œuvres
- Le recueil des œuvres de Louise Labé a été imprimé à Lyon par Jean de Tournes en 1555, in-12 lire en ligne sur Gallica, et en 1556, in-16 lire en ligne sur Gallica sous le titre Euvres de Louïze Labé Lionnoize. Une contrefaçon de l'édition Lyon, Tournes, 1555, circule également, sous la date de 1556. La troisième édition est celle de Rouen, 1556. L'ouvrage est également paru à Lyon, 1762, petit in-8, sous le titre Œuvres de Louise Charly Lyonnoize, dite Labé, surnommée La Belle Cordière, complétée par des Recherches sur la vie de Louise Labé lire en ligne sur Gallica.
- Œuvres de Louise Labé, publiées avec une étude et des notes par Prosper Blanchemain, Paris, Librairie des bibliophiles, 1875, lire en ligne.
- Charles Boy (dir.), Œuvres de Louise Labé, Paris, Alphonse Lemerre, 1887, 204 p. (lire sur Wikisource, lire en ligne)
- Œuvres poétiques de Louise Labé, édition de Roger Schaffter, avec un poème d'Aragon à la mémoire de Louise Labé, Chez les Éditeurs des Portes de France à Porrentruy (Suisse), 1945.
- Poètes du XVIe siècle, texte établi et présenté par Albert-Marie Schmidt, Paris, NRF, « Bibliothèque de la Pléiade », 1953, pp. 271-290.
- Louise Labé, Œuvres complètes, édition critique et commentée par Enzo Giudici, Genève, Droz, T.L.F., 1981, 256 p.
- Louise Labé, Œuvres complètes. Sonnets, Élégies, Débat de Folie et d'Amour, édition de François Rigolot, Paris, Flammarion, « GF », 1986 (rééditions, 2004, 2020), 277 p.
- Louise Labé, Œuvres poétiques, Pernette du Guillet, Rymes, édition de Françoise Charpentier, Gallimard, « Poésie », 1986.
- Les Œuvres complètes de Louise Labé, Cahiers Textuel, no 28, 2005.
- Le Débat de Folie et d'Amour, Éliane Viennot (éd.), in Aurore Évain, Perry Gethner, Henriette Goldwyn (dir.), Théâtre de femmes de l'Ancien Régime, vol. 1, XVIe siècle, Saint-Étienne, Publications de l'Université, 2006 [orth. et ponctuation modernisées, format poche].
- Louise Labé, Œuvres complètes, édition de Mireille Huchon, Paris, NRF, "Bibliothèque de la Pléiade", 2021.
- Louise Labé, Œuvres, édition de Michèle Clément et Michel Jourde, Paris, GF-Flammarion, 2022, 404 p.

## Poèmes mis en musique
- 1975 : Yves-Marie Pasquet : Sonnet, pour chœur à 7 voix, poème de Louise Labé

## Hommage
Un buste en marbre, réalisé en 1827 par Denis Foyatier, est conservé au Musée des Beaux-Arts de Lyon.
Un buste en grès de Jean Carriès la représente en 1887 ; il est conservé au Musée d'Orsay.
Un vitrail de Lucien Bégule en 1899 la présente et est conservé au Musée Gadagne.
Un lycée porte son nom dans le 7e arrondissement de Lyon. On y trouve une statue en pierre de Marcel Renard, réalisée en 1956, représentant la poétesse assise un livre ouvert à la main.
Une statue de bronze, réalisée par Ipoustéguy en 1982 est visible place Louis Pradel,.
Le prix Louise-Labé de poésie est créé en 1964 pour lui rendre hommage.

### Toponymie
De nombreuses rues, allées et place portent le nom de Louise Labé dont :
L'allée Louise-Labé à Paris depuis 1973.
La place Louise Labé à Neuilly-sur-Marne.

Une plaque Place de l'Hôpital rappelle la maison Louise Labé où elle a vécu.

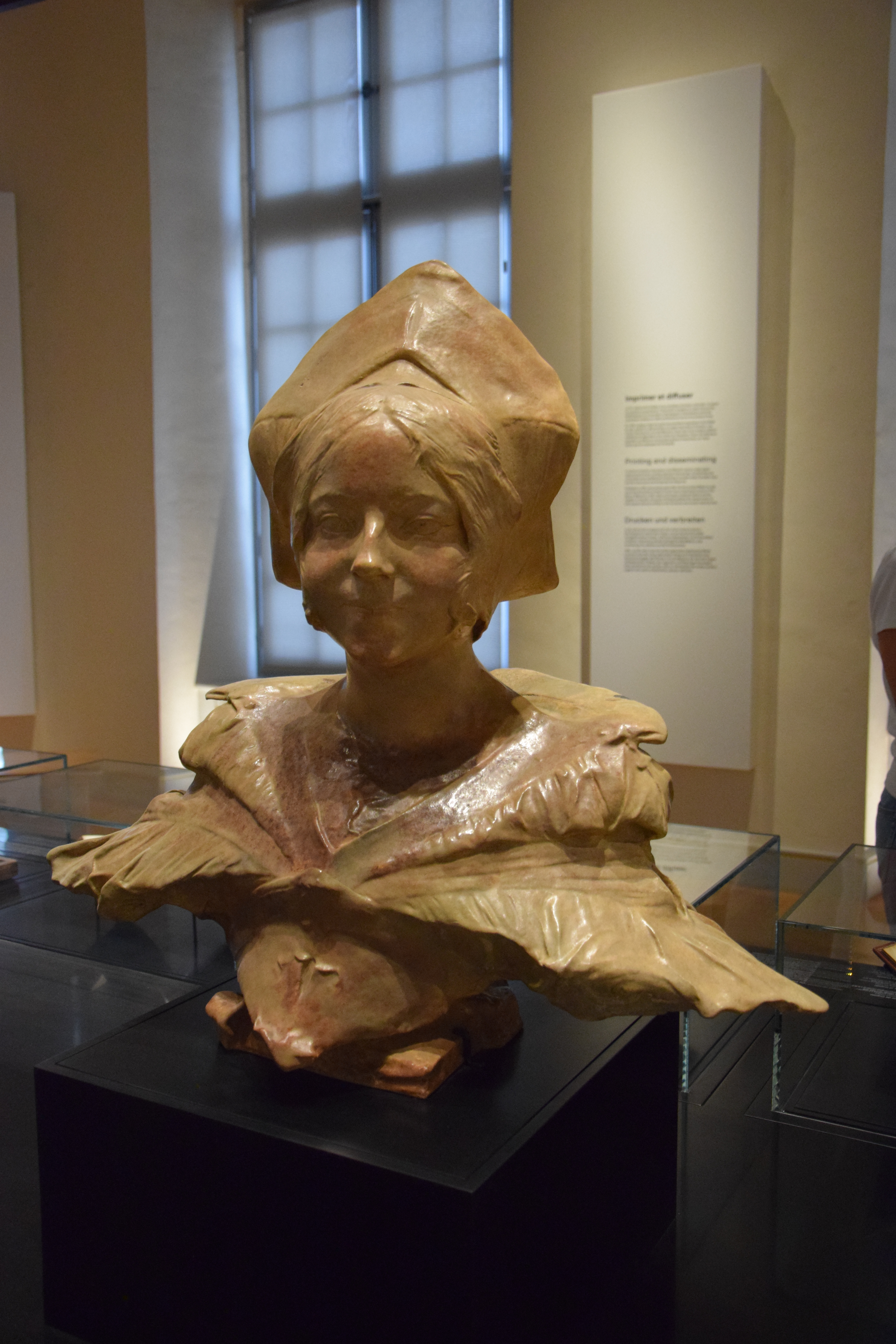
Buste par Jean Carriès.
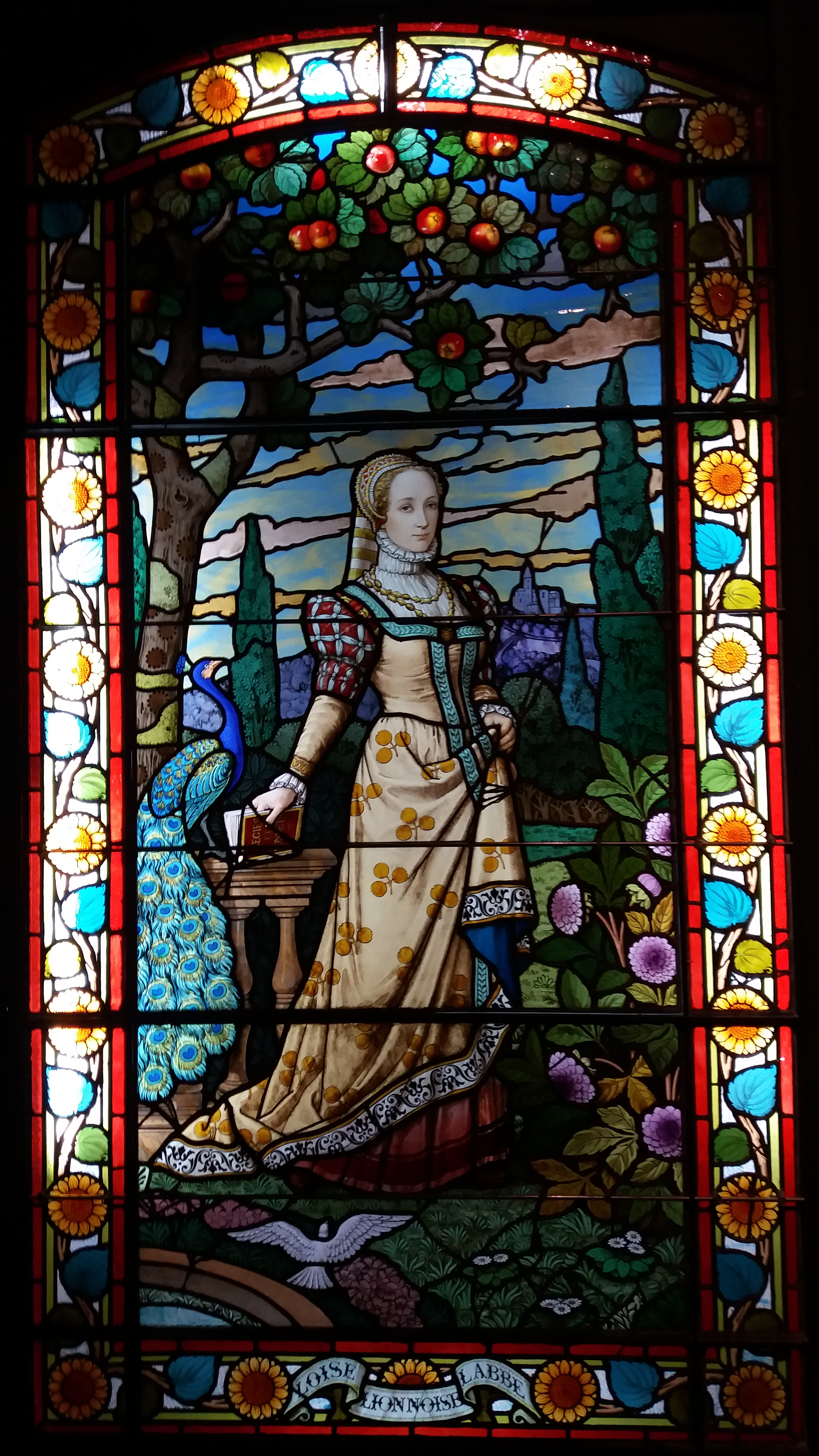
Vitrail de Louise Labé par Lucien Bégule.
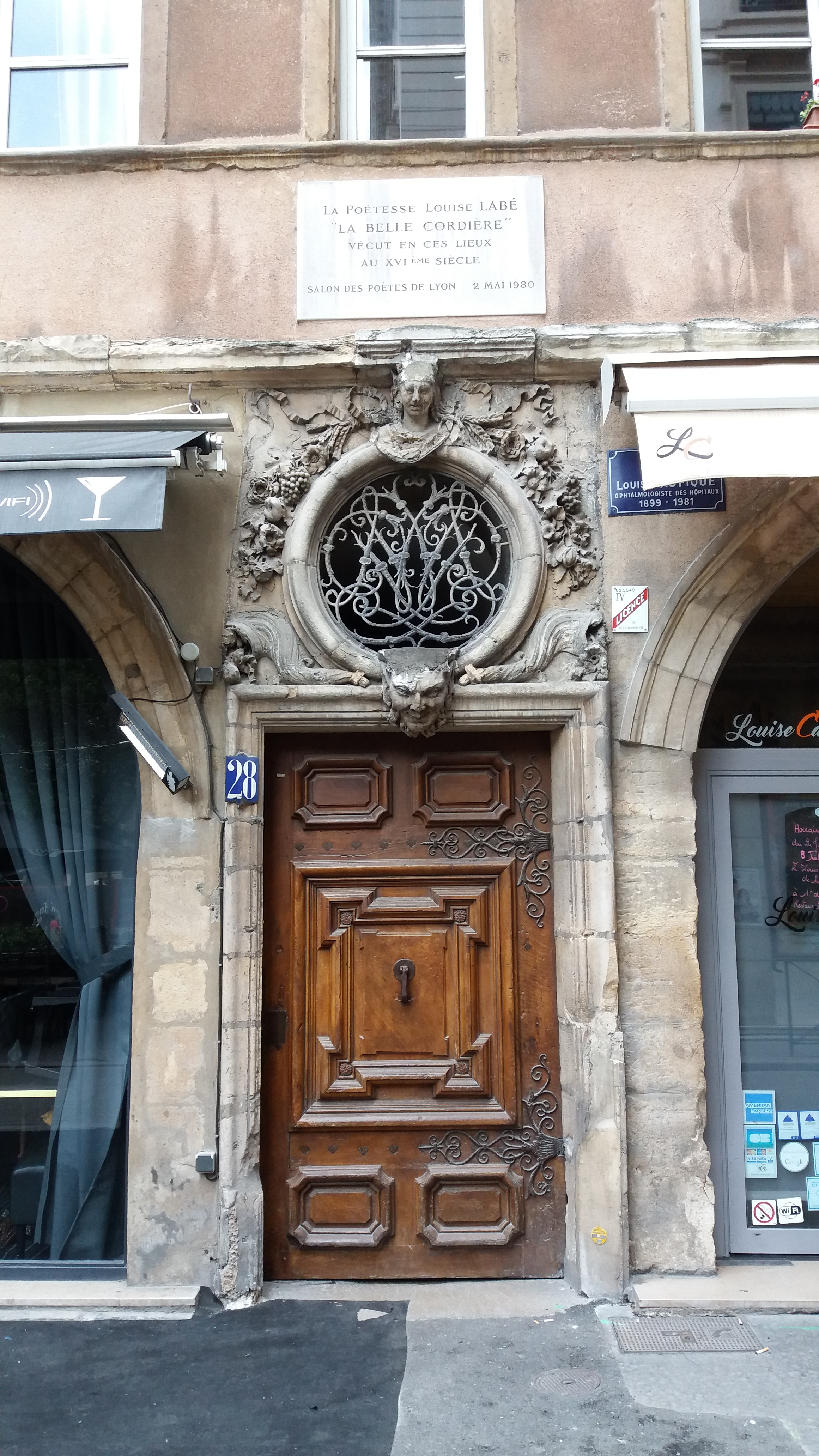
Maison Louise Labé avec sa plaque.
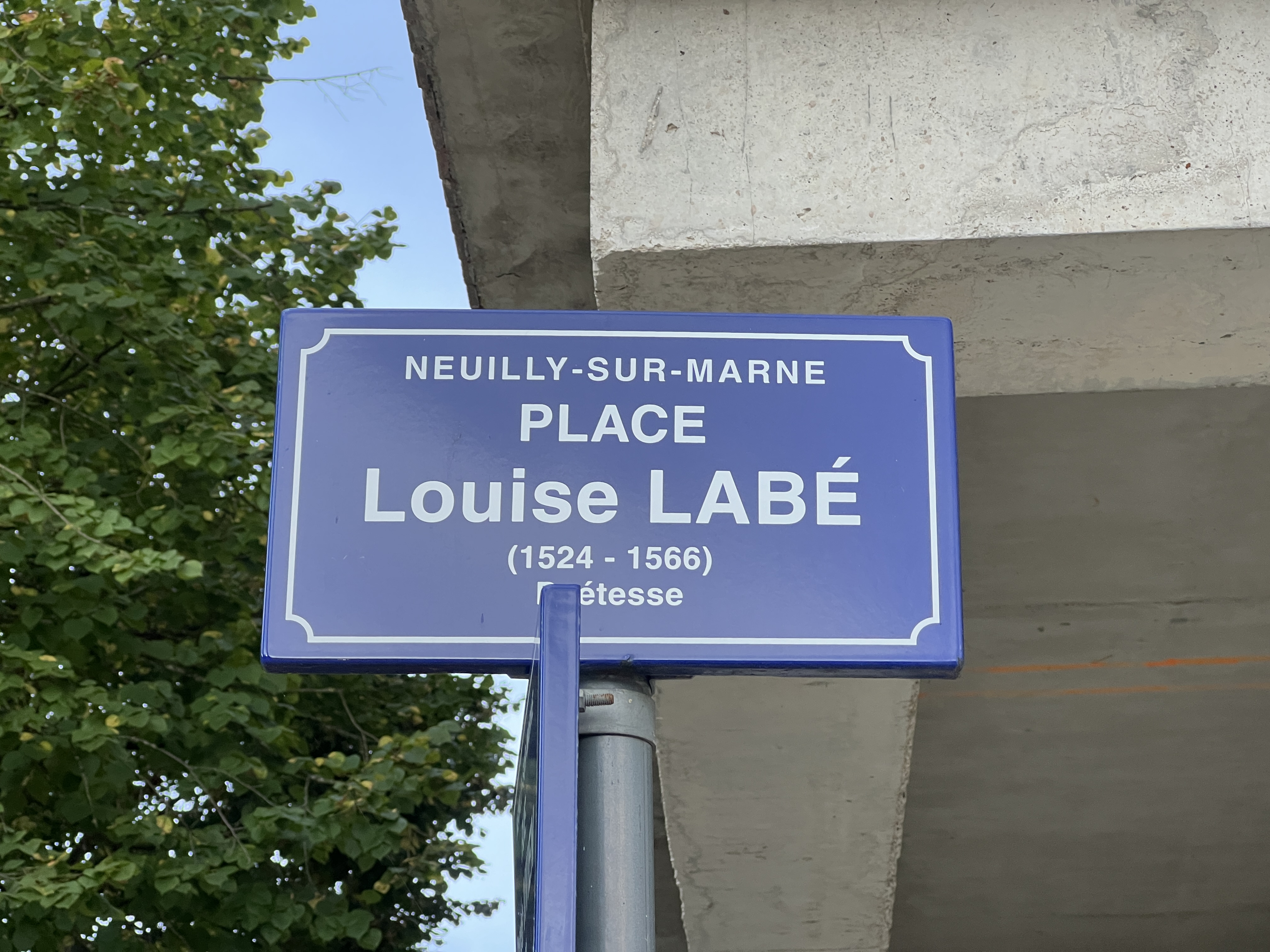
Place Louise Labé à Neuilly-sur-Marne.